# Hôtel des Porcelets
L'hôtel des Porcelets est un édifice situé aux Les Baux-de-Provence, dans les Bouches-du-Rhône. 

## Histoire
L'hôtel des Porcelets date du XVIe siècle, à l'initiative d'une famille arlésienne, la Maison des Porcellets.
L'hôtel des Porcelets est classé au titre des monuments historiques, depuis le 9 juin 1904.
Cet hôtel particulier abrite, depuis 1991, le musée Yves Brayer.

## A voir aussi